# Темерин, Сергей Митрофанович
Сергей Митрофанович Темерин (20 июня [3 июля] 1902, Переславль-Залесский, Владимирская губерния — сентябрь 1990, Москва) — советский искусствовед, специалист в области декоративно-прикладного искусства и народного творчества. Доктор искусствоведения, профессор, Заслуженный деятель искусств СССР (1975), член Государственной экспертной комиссии Министерства культуры РСФСР.

## Биография
Родился 20 июня 1902 года в Переславле-Залесском Ярославской области в большой семье с двумя сёстрами — Марией и Александрой, старшим братом Алексеем и младшим братом Леонидом. Отец — Митрофан Иванович Темерин.
Окончил 6 классов Московского промышленного училища.
В 1920 году поступил на работу в Комиссариат по Народному Просвещению в научный отдел агентом особых поручений, но, проработав в учреждении не больше года, уволился для продолжения образования во ВХУТЕИНе.
С 1920 по 1929 годы учился в Высшем художественно-техническом институте (ВХУТЕИН).
В 1925 году поступил на Наро-Фоминские прядильно-ткацкие фабрики инструктором по техническому нормированию. В 1927 году был переведён на должность мастера приготовительного отдела фабрики.
После приобретения опыта в ткачестве и повышения квалификации Темерин перешёл в 1928 году на фабрику «Красный текстильщик» в городе Серпухов мастером приготовительного отдела. Во время работы на фабрике старался улучшить технологию производства изделий — им были поданы идеи о приобретении механизма для опускания сновальных валиков, а также о новых способах шлихтовки пряжи, но реализованы не были.
В 1929—1931 годах работал инженером-ткачом Хлопчато-бумажного треста № 3 в Москве.
В 1931 году перешёл на работу инженера-ткача в Главное хлопчато-бумажное управление, в котором работал до 1937 года.
В период 1937—1938 годов работал начальником отдела Новоткацкой фабрики (г. Серпухов).
С 1939 года начал заниматься научно-исследовательской работой в области советского декоративно-прикладного искусства и народного творчества.
С 1938 года по 1941 годы — преподавал в ремесленном училище № 41 в Москве.
В период 1944—1953 гг. — заведующий ковровой лабораторией и старший научный сотрудник НИИ художественной промышленности в Москве.
С 1951 года — член Союза художников СССР. При написании первой монографии о русском декоративно-прикладном искусстве в течение 1959—1960 годов работал совместно с ведущими специалистами- искусствоведами М. В. Алпатовым, В. М. Василенко, И. А. Крюковой, О. С. Поповой, И. П. Работновой, Н. Н. Соболевым, К. А. Соловьёвым.
В период 1953—1962 годов — старший научный сотрудник Научно-исследовательского института теории и истории изобразительных искусств Академии художеств СССР.
С 1962 по 1975 годы — доцент Московского технологического института.
В 1975 году занимал должность и. о. профессора кафедры композиции Московского технологического института.
В 1975 году Министерством культуры РСФСР ему было присвоено почётное звание Заслуженного деятеля искусств.
Как педагог, Темерин подготовил не одно поколение художников-технологов. Под его руководством выполнены и защищены 5 кандидатских диссертаций и множество дипломных работ. Ученики — Александр Гораздин, Ольга Попова, Наталья Оганесян.
Умер в 1990 году.

## Семья
Первая жена — Антонина Сергеевна Анофриева (также студентка ВХУТЕИНа, художник).
В 1979 году женился на Наталье Шаваршевне Оганесян (1956—2018) — художнице по текстилю.
Дети — Темерин Алексей Сергеевич (советский оператор и режиссёр, педагог. Заслуженный деятель искусств РСФСР (1969)), Темерина (Степанова) Нина Сергеевна (выпускница уч. имени Гнесиных), Темерина Ольга Сергеевна (искусствовед, художник-реставратор высшей категории).

## Основные работы
- Роспись тканей, авторы: С. М. Темерин, Н. В. Трифонова, Б. А. Поманский, под редакцией С. М. Темерина. Предисловие и глава «Искусство росписи тканей». И., 1952;[4]
- Глава «Художественная промышленность (1922—1923 гг.)». История русского искусства, т. 11, изд. Академии наук СССР, М., 1958;
- Глава «Художественные промыслы (1922—1923 гг.)». История русского искусства, т. 11, изд. Академии наук СССР, М., 1958;
- Глава «Художественная промышленность(1934—1941 гг)». История русского искусства, т. 12, Изд. Академии наук СССР, М., 1961;
- Глава «Художественные промыслы (1934—1941 гг)». История русского искусства, т. 12, Изд. Академии наук СССР, М., 1961;
- Русское прикладное искусство. Советские годы. Изд. Советский художник. М., 1960;[5]
- Художественное оформление быта и воспитание вкуса. Изд. Акад. художеств СССР, М., 1962;[6]
- Прикладное искусство и современное жилище. Предисловие и статья «Произведения народного искусства в современном интерьере». Сборник статей под редакцией С. М. Темерина. Изд. Академии художеств, 1962;
- Глава «Резьба по кости (X—XVII)» и «Резьба по кости (XVIII)» / Русское декоративное искусство. Изд. Академии художеств (1962—1963);[7]
- Глава «Миниатюрная лаковая живопись». / Русское декоративное искусство. Изд. Академии художеств, т. 3,1965;[7]
- Глава «Ручное ткачество». / Русское декоративное искусство. Изд. Академии художеств, т. 3,1965;[7]
- Русское декоративно-прикладное искусство (1917—1941). «Искусство», 1972;
- Советское декоративное искусство : Нар. худож. промыслы : Материалы и документы, 1917—1932 / [Акад. художеств СССР, НИИ теории и истории изобразит. искусств и др.]; М. : Искусство, 1986.

#### Газетные статьи
- За высокое качество художественных изделий. Советское искусство, 1952, № 23;
- Творчество венгерского народа. Советское культура, 1954;
- Мастера декоративно-прикладного искусства. Советская культура, 1954;
- Орнаменты Лятифа Каримова. Коммунист, 1954;
- Выставка Лятифа Каримова. Коммунист, 1954;
- Для украшения быта советских людей. Для республиканских краевых, и областных газет, 1954;
- О художественной культуре быта. Советская культура, 1956;
- Чудесные творения умелых рук (на Международной выставке изобраз. и приклад. искусства). Советская культура, 1957;
- Искусство и культура быта. Советская культура,1957;
- Красоту в быт. Вечерняя Москва,1960;
- Чеканка и керамика Грузии. Заря Востока,1966;
- Я вижу мир. Известия, 1970;
- Равносильно утрате счастья. Литературная газета, 1970;
- Художественное воспитание в школе. Голос народа. Эстонская ССР, 1970.

#### Статьи
- Советский орнамент. Искусство, № 6, 1948;
- А. С. Пушкин в народном творчестве. Искусство, № 3, 1949;
- Советское декоративно-прикладное искусство. Искусство, № 5, 1950;
- Народное искусство Украинской ССР. Искусство, № 5, 1951;
- Ковры, ткани, вышивки, кружева. Искусство, № 3, 1952;
- За высокое качество изделий художественной промышленности. Искусство, № 6, 1953;
- Выставка венгерского народного и декоративно-прикладного искусства. Искусство, № 2, 1954;
- Искусство бытовых вещей. Искусство, № 5, 1955;
- Туркменские ковры. Искусство, № 1, 1956;
- О развитии прикладного и декоративного искусства. Искусство, № 3, 1956;
- Вопросы декоративно-прикладного искусства. Искусство, № 5, 1956;
- Вносить красоту в быт. Текстильная промышленность, № 3, 1954;
- За красивые, удобные предметы быта и модели одежды. Лёгкая промышленность, № 3, 1954;
- Национальные традиции и современный костюм. Журнал «Мод», № 2, 1954;
- Изучение декоративного искусства в советском искусствознании за 40 лет. Декоративное искусство СССР, № 1, 1958;
- Принципы декоративности в оформлении тканей. Декоративное искусство СССР, № 5, 1958;
- Художник и промышленность. Декоративное искусство СССР, № 7, 1961;
- Три нерешённых вопроса (совместно с И. Крюковой). Декоративное искусство СССР, № 9, 1961;
- Декоративные ковры и ткани для современного интерьера. Искусство, № 10, 1966;
- Пути советского декоративного искусства. Искусство, № 12, 1967;
- Умение одеваться, мода и индивидуальность. Приложение к Журналу мод, 1968;
- Рисуют дети мира. Искусство, № 6, 1970;
- Пусть работает воображение. Советская культура, 1975;
- Просмотр продукции артелей и очередные задачи художественных промыслов. Сб. Художественные промыслы РСФСР, М., 1950;
- О современном орнаменте. Труды научной конференции Академии художеств СССР, М., 1961;
- М. А. Калатозова, А. А. Липская, В. К. Склярова. Вводная статья к каталогу выставки. М., 1954;
- Скульптура малых форм и прикладное искусство. Вводная статья к каталогу: выставка декоративных искусств. М., 1955.

#### Статьи в БСЭ
- Орнамент (совместно с А. А. Губером). Т. 31;
- Резьба художественная. Т. 36;
- Художественная промышленность (совместно с Д. Е. Аркиным). Т. 46;
- Разделы прикладного искусства в статье «Изобразительное искусство и архитектура СССР». Т. 50;
- Статьи «Ростовская финифть», «Торжокское золотошвейное дело», «Тобольская резная кость», «Холмогорская резная кость», «Холуйская миниатюра», «Чукотская резная кость», «Шемогодская прорезная береста», «Унцунульская художественная обработка дерева». Т.Т. 37-49.

#### Статьи, опубликованные в зарубежной прессе
- Slovenka. 1954, декабрь;
- Канада — USSR Illustrated News. 1957, № 10;
- ГДР — Das Schneider Handwerk. № 4, 1960;
- О развитии прикладного и декоративного искусства. Статья переведена на китайский язык и опубликована в КНР, 1957.

## Доклады на научных конференциях (1970—1975 годы)
1. Актуальные проблемы художественного воспитания — доклад на Всесоюзной конференции преподавателей по изобразительному и прикладному искусству, г. Таллин, 1970;
2. Роль народного искусства в художественном воспитании детей — доклад на Республиканской конференции, организованной Министерством культуры РСФСР в г. Дзержинске, 1972;
3. Традиции народного искусства в творчестве современных художников-профессионалов — доклад на Научной конференции НИИ художественной промышленности, 1973;
4. Народное искусство и современная художественная промышленность — доклад в Доме учёных, 1973;
5. О свободе и необходимости в художественном творчестве — доклад на научной конференции преподавателей Московского технологического института, 1974;
6. Народное искусство как одно из средств художественного развития детей — доклад на Научной конференции преподавателей художественных школ Северо-Осетинской АССР, г. Орджоникидзе, 1974;
7. О некоторых проблемах современной педагогики в аспекте народного творчества — доклад на Научной конференции Московского технологического института, 1975;
8. Всестороннее развитие личности и научно-технический прогресс — доклад на Научной конференции работников художественных промыслов, г. Кишинёв, 1975;
9. Монография «Пособие для преподавателей и студентов по курсу композиции текстильных художественных изделий (ткани, ковры, гобелены)».